# Golden Valley (Arizona)
Golden Valley è un census-designated place degli Stati Uniti d'America, nello stato dell'Arizona, nella Contea di Mohave. Al censimento del 2000 contava 4.515 abitanti.
Il centro abitato è stato teatro di due avvenimenti: il 30 luglio 2010 fuggirono tre prigionieri dalla Kingman Arizona State Prison e si divisero in città diverse. Il 1º luglio 2015, sempre alla Kingman Arizona State Prison sono scoppiati degli esplosivi che hanno causato feriti e morti.
Inoltre viene considerata anche un sobborgo della città di Kingman.